# Josef František Bruntálský z Vrbna
Josef František Václav hrabě Bruntálský z Vrbna (Josef František hrabě z Vrbna a Bruntálu / Joseph Franz Graf von Wrbna und Freudenthal, 2. srpna 1675 – 9. června 1755) byl český šlechtic, majitel panství Fulnek na severní Moravě a menších statků v Čechách. Téměř padesát let působil v zemských úřadech Českého království, nakonec byl dlouholetým nejvyšším zemským sudím (1721–1747).

## Kariéra

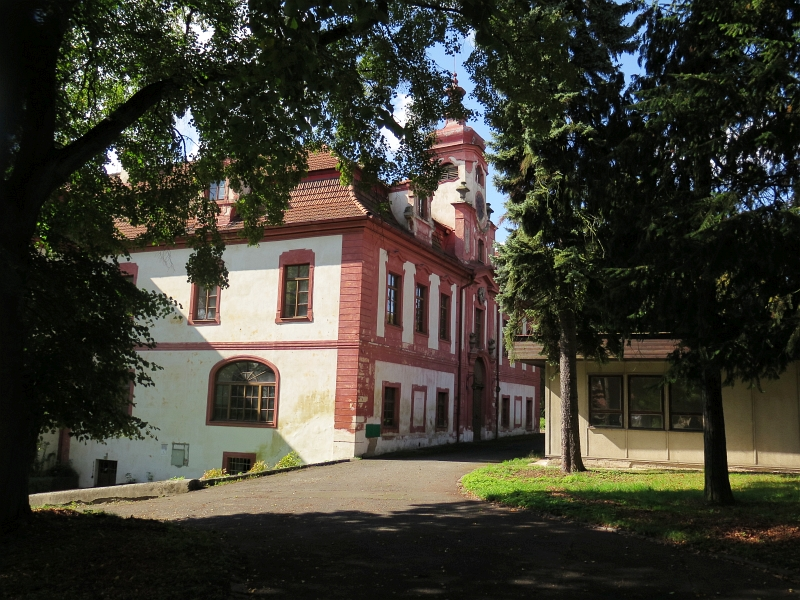
Zámek Krnsko postavený Josefem Františkem z Vrbna v roce 1729

Pocházel ze slezského šlechtického rodu usazeného v Čechách a na Moravě, narodil se jako třetí syn nejvyššího kancléře Jana Františka Bruntálského z Vrbna (1634–1705) a jeho druhé manželky Marie Terezie, rozené hraběnky z Martinic (1643–1706). Pod otcovým vedením se již v mládí připojil k úřednímu aparátu Českého království. V roce 1699 byl jmenován císařským komorníkem, od roku 1701 byl komorním radou, působil též u zemského soudu a dvorské kanceláře. V letech 1715–1719 zastával funkci místokancléře a v roce 1719 byl jmenován skutečným tajným radou. Ve své kariéře postoupil nakonec do funkcí nejvyššího dvorského sudího (1719–1721) a nejvyššího zemského sudího (1721–1747). Z titulu svých funkcí byl též členem sboru místodržících a měl významnou úlohu při korunovaci Karla VI. českým králem (1723). Naopak pozdější korunovace Marie Terezie (1743) se nezúčastnil, protože na počátku války o rakouské dědictví se přidal na stranu Karla Bavorského. Za jeho vlády přijal dočasnou hodnost nejvyššího hofmistra a po obnovení habsburské vlády v Praze mu byl zakázán přístup ke dvoru. Později byl sice omilostněn a zůstal ve funkci nejvyššího sudího, ze zdravotních důvodů ale v 1747 rezignoval a odešel do soukromí.

## Majetkové a rodinné poměry
Po starším bratrovi Janu Antonínovi (1664–1720) zdědil na severní Moravě panství Fulnek, kde ale příliš nepobýval, protože svými funkcemi byl vázán k pobytu v Praze. Správě fulneckého panství se nicméně věnoval, pokračoval v podpoře kapucínského kláštera ve Fulneku, v roce 1726 založil ves Nové Vrbno a zasloužil se o barokní úpravu zámecké zahrady ve Fulneku. V Čechách bylo jeho majetkem panství Krnsko s připojeným statkem Řehnice, které koupil v roce 1726 a nechal zde postavit barokní zámek. V Praze byl jeho sídlem Vrbnovský palác na Hradčanech.
V roce 1701 se v Praze oženil s Marií Annou Lamingerovou z Albenreuthu (1685–1740), dcerou známého Wolfa Maxmiliána Lomikara. Měli spolu šest dětí, z nichž pět zemřelo v dětství. Syn Václav Michael (1709–1755) byl nejvyšším sudím na Moravě a mecenášem kapucínského kláštera ve Fulneku.
Jeho švagrem byl dlouholetý český nejvyšší komorník hrabě Maxmilián Norbert Krakovský z Kolovrat (1660–1721).